# 静岡市立久能小学校
静岡市立久能小学校（しずおかしりつ くのうしょうがっこう）は、静岡県静岡市駿河区古宿にある公立小学校。

## 沿革
- 1874年（明治7年）5月22日 - 「久能麗舎」創立（安居の石蔵院仮用）[1]。
- 1892年（明治25年）6月1日 - 安居74番地に、「大谷村久能村組合立久能尋常小学校」創立[1]。
- 1908年（明治41年）11月12日 - 現在地に校舎新築移転。
- 1947年（昭和22年）4月1日 - 新学制により、「静岡市立久能小学校」と改称[1]。
- 1961年（昭和36年）11月4日 - 校歌制定[1]。事務室・倉庫増築。
- 1969年（昭和44年）7月19日 - プール竣工。
- 1971年（昭和46年）5月22日 - 鉄筋校舎増築（8教室）。
- 1974年（昭和49年）7月7日 - 七夕豪雨で古安川が氾濫し、プール等に大きな被害が出た。
- 1992年（平成4年）
  - 10月4日 - 創立百周年記念ブロンズ像完成。
  - 10月22日 - 創立100周年記念式典挙行[1]。
- 1997年（平成9年）2月14日 - 体育館完成。
- 2002年（平成14年）4月1日 - 新教育課程実施により、学校週5日制スタート。
- 2009年（平成21年） - 開校115周年を祝う会開催。
- 2014年（平成26年） - すべり台&ジャングルジム安全対策補修工事完了。
- 2019年（平成31年）2月 - 校内歩道橋屋根シート&塗装補修工事完了。

## 通学区域
駿河区
- 青沢
- 安居
- 中平松
- 西平松
- 根古屋
- 古宿

## アクセス
- しずてつジャストライン石田街道線  「久能学校前」停留所から、徒歩約200m・3分。

## 周辺
- 古安川
- 徳川家康ミュージアム
- リバティーリゾート久能山
- 国道1号
- 駿河湾